# پاپایا کوهی
پاپایا کوهی یا خربزه درختی کوهی (نام علمی: Vasconcellea pubescens) نام یک گونه از تیره خربزه‌درختیان است.